# Мавродендри
Мавродендри (грч. Μαυροδένδρι) је насељено место у општини Кожани у периферији Западна Македонија, Грчка. Према попису из 2021. године био је 661 становник.
Према бугарском географу и историчару, Василу Канчову, у Мавродендру је 1900. године живело 830 Турака. Године 1923. турско становништво је принудно исељено у Турску а на њихово место су насељене грчке избегличке породице, којих је на попису из 1928. године било 1.084. Село се раније звало Карагач.